# فصل دلخواه من
فصل دلخواه من (فرانسوی: Ma saison préférée‎) فیلمی در ژانر درام به کارگردانی آندره تشینه است که در سال ۱۹۹۳ منتشر شد. از بازیگران آن می‌توان به کاترین دنو، دنیل اوتوی، مارته ویلالونگا، کیارا ماسترویانی، و کارمن چاپلین اشاره کرد.

## خلاصه داستان
در جنوب فرانسه، برته (مارته ویلالونگا)، زنی مسن و تنها، در خانه ییلاقی خود از حال می‌رود و برای سپری کردن دوران نقاهت نزد دخترش، امیلی (کاترین دنو) می‌رود. این حادثه بهانه‌ای می‌شود برای امیلی تا از برادر پزشکش، آنتوان (دنیل اوتوی) که سال‌هاست رابطه‌اش را با آنان قطع کرده، دعوت کند که به آنجا برود. امیلی̎، ایام کریسمس رابرای این دعوت و مهمانی انتخاب کرده و برونو (ژان پیر بوویه)، شوهر امیلی از این موضوع دلخور است چون نظر خوشی نسبت به آنتوان ندارد. امیلی، آن (کیارا ماسترویانی)، دختر برونو، ناپسریشان، لوسی‌ین (آنتونی پرادا) و محبوبه‌اش، خدیجه (کارمن چاپلین) را نیز برای این مهمانی دعوت کرده‌است. همان شب، برته می‌خواهد در این‌باره که پس از مرگش چه اتفاقی خواهد افتاد، صحبت کند. آنتوان دوست ندارد دربارهٔ مرگ حرف بزند. برونو، آنتوان را یک فرد بی‌جربزه می‌نامد و با هم درگیر می‌شوند. برته می‌خواهد به خانه‌اش برگردد. امیلی و برونو هم برخورد شدیدی دارند و برونو پبشنهاد می‌کند که از هم جدا شوند. آن که حرف‌های آنان را از پشت در شنیده ناراحت و عصبی است. تابستان بعد، برته دوباره مریض می‌شود و بار دیگر بیماری‌اش بهانه‌ای می‌شود برای یک گردهمائی و ملاقات دیگر بین امیلی و آنتوان. امیلی می‌گوید که از برونو جدا شده و آپارتمانی در تولوز گرفته‌است؛ و برته نیز می‌خواهد نزد او زندگی کند ولی آنتوان فکر می‌کند که خانهٔ سالمندان برای برته بهتر است. پس از رساندن مادرشان به خانهٔ سالمندان، امیلی در آپارتمان آنتوان می‌ماند و آنتوان پیشنهاد می‌کند که خانه‌ای مشترک برای خود پیدا کنند. اما امیلی فکر می‌کند که در یک خانه زندگی کردن، چندان موضوع عادی و خوشایندی نیست. پس از مدتی امیلی و آنتوان به دیدار برته می‌روند. برته، امیلی را باز نمی‌شناسد و فکر می‌کند آنتوان هم در تصادف کشته شده‌است. آنان برته را از خانهٔ سالمندان بیرون می‌آورند و آنتوان او را به بیمارستان می‌برد. معلوم می‌شود که برته خونریزی مغزی کرده‌است. برته می‌میرد و در روستای زادگاهش به خاک سپرده می‌شود. در مراسم دفن و ترحیم، خانواده دوباره گردهم می‌آیند.

## هنرپیشگان
- کاترین دنو در نقش امیلی
- دنیل اوتوی در نقش آنتوان
- کارمن چاپلین در نقش خدیجه
- مارته ویلالونگا در نقش برته
- ژان پیر بوویه در نقش برونو
- کیارا ماسترویانی در نقش آن
- آنتونی پرادا در نقش لوسی‌ین
- رشدی زیم در نقش مهدی

## جوایز و نامزدی‌ها
فیلم، برنده ۱ و نامزد ۹ جایزه شده‌است. در جشنواره فیلم کن ۱۹۹۳ (فرانسه) نامزد دریافت نخل طلا شد.
در جایزه سزار در ۷ رشته از جمله بهترین هنرپیشهٔ مرد و زن، بهترین کارگردانی، بهترین فیلم‌نامه و بهترین فیلم؛ نامزد دریافت جایزه شد.
در جشنواره فیلم گرامادو (برزیل) نامزد جایزه اصلی جشنواره گردید. فیلم، جایزهٔ بهترین فیلم خارجی‌زبان را از انجمن منتقدان فیلم بوستون (ایالات متحده آمریکا) دریافت کرد.